# Varnenți, Silistra
Varnenți (în bulgară Варненци, în română Denizler) este un sat în comuna Tutrakan, regiunea Silistra, Dobrogea de Sud, Bulgaria. 
Între anii 1913-1940 a făcut parte din plasa Turtucaia a județului Durostor, România.

## Demografie
Componența etnică a satului Varnenți
     Bulgari (92,52%)
     Romi (5,91%)
     Nicio identificare (1,55%)
     Altele (0%)
La recensământul din 2011, populația satului Varnenți era de 321 locuitori. Din punct de vedere etnic, majoritatea locuitorilor (92,52%) erau bulgari, cu o minoritate de romi (5,91%). Pentru 1,55% din locuitori nu este cunoscută apartenența etnică.